# Власници кључева (ТВ филм)
„Власници кључева” је југословенски ТВ филм из 1968. године. Режирао га је Славољуб Стефановић Раваси а сценарио је написан по делу Милана Кундере.

## Улоге
| Глумац             | Улога |
| ------------------ | ----- |
| Светолик Никачевић |       |
| Капиталина Ерић    |       |
| Ђурђија Цветић     |       |
| Снежана Стамеска   |       |